# Todd Alcott
Pour les articles homonymes, voir Alcott.
Todd Alcott est un scénariste, acteur et réalisateur américain né le 22 octobre 1961 à Crystal Lake dans l'Illinois aux États-Unis.

## Filmographie

### Comme scénariste
- 1996 : Just Your Luck de Gary Auerbach (vidéo)
- 1998 : Fourmiz (Antz)
- 1999 : Curtain Call
- 2000 : CyberWorld
- 2003 : Grasshopper

### Comme acteur
- 1991 : Thrill Kill Video Club de Robert Prichard (vidéo)
- 1993 : Six degrés de séparation (Six Degrees of Separation) de Fred Schepisi : Concertgoer
- 1994 : Le Grand Saut (The Hudsucker Proxy) de Joel Coen : Mailroom Screamer
- 1999 : Curtain Call de Peter Yates : Larry

### Comme réalisateur
- 2003 : Grasshopper